# Ръкопис на Войнич
Ръкописът на Войнич (на английски: Voynich Manuscript) е тайнствена неразчетена книга, написана през XV в. от неизвестен автор на неизвестен език с неизвестна азбука.
Според някои изследвания ръкописът е изготвен в периода 1404 – 1438 г. и за негов автор се предполага алхимикът Никола Фламел (1330 – 1418), а съдържанието най-вероятно описва алгоритъм за производството на философски камък – еликсир на безсмъртието.
За цялото известно време на съществуване на ръкописа той е обект на интензивно изучаване от много професионални и аматьорски криптографи, включително някои от най-добрите и известни американски и британски криптоаналитици от Втората световна война, но всички те се провалят в това да декодират която и да е част от текста. Тази последователност от неуспехи превръща ръкописа на Войнич в известен предмет на историческата криптография, но също дава живот и на теорията, че книгата е просто една „изпипана“ безсмислена последователност от случайни символи.
Книгата е наречена така в чест на американския търговец на книги от полски произход Уилфрид Войнич, който се сдобива с нея през 1912 г. Сега тя се съхранява в Библиотеката за редките книги и ръкописи „Бейнеке“ в Йейлския университет.

## Описание
По последни оценки книгата първоначално е съдържала 272 страници в 17 коли по 16 страници. Само около 240 от тънък пергамент са запазени до наши дни. На кориците няма никакви надписи или рисунки. Размерът на страниците е 15х23 cm, а дебелината на книгата – по-малко от 3 cm. Липси в номерата на страниците (които видимо са по-нови от самата книга) показват, че някои страници са били загубени, преди книгата да стане собственост на Войнич. За изписване на текста и очертанията на илюстрациите е използвано перо за писане, а илюстрациите са оцветени (понякога доста грубо) с цветна боя, вероятно по-късно.

### Илюстрации
С изключение на завършващата част на книгата, на всички страници има илюстрации. Съдейки по тях, в книгата има няколко раздела, различни по съдържание и стил:
- „Билкарски“ – на всяка страница се намира изображение на едно растение (понякога две) и няколко абзаца текст, което е обичайна подредба за книгите на европейските билкари по това време. Някои части на тези рисунки са увеличени и по-ясни копия на скици от „фармацевтичния раздел“.
- „Астрономически“ – съдържа кръгови диаграми, някои от които с луна, слънце и звезди, вероятно от астрономията или астрологията. Една поредица от 12 диаграми изобразява традиционните символи на зодиакалните съзвездия (две риби за Риби, бик за Телец, войн с лък за Стрелец и т. н.). Всеки символ е заобиколен от точно 30 миниатюрни женски фигурки, повечето от които голи и всяка от тях държаща надписана звезда. Последните две страници на този раздел (Водолей и Козирог или приблизително януари и февруари) са загубени, а Овен и Телец са разделени на четири двойни диаграми с петнадесет звезди във всяка. Някои от тези диаграми са разположени на разгъващи се страници.
- „Биологически“ – плътен непрекъснат текст, плътно заграждащ изображения на тела, главно на голи жени, къпещи се в басейни или вани, свързани със сложна мрежа от тръби, някои от които приемат ясно формата на телесни органи. Някои от жените носят корони.
- „Космологически“ – няколко кръгови диаграми с неизяснен смисъл. В този раздел също има разгъващи се страници. Една от тях с размер на 6 обикновени страници и съдържа някакво подобие на карта или диаграма с шест „острова“, свързани с издигнати пътеки, „замъци“ и вероятно вулкан.
- „Фармацевтичен“ – множество надписани рисунки на отделни части от растения (корени, листа и др.) с изобразени аптекарски съдове в полетата на страниците. В този раздел също така има няколко абзаца текст, вероятно рецепти.
- „Рецептурник“ – разделът се състои от кратки абзаци, обозначени със звездообразни (или подобни на цвят) отметки.

- Страница от „ботаническия“ раздел
- Страница от „биологическия“ раздел
- Страница от „биологическия“ раздел

### Текст
Текстът определено е написан от ляво надясно с леко неравна дясна граница. По-дългите секции са разделени на параграфи, понякога с отметки в лявото поле. В ръкописа липсва видима пунктуация. Почеркът е равен и гладък, създавайки впечатление, че азбуката е била привична за пишещия и той е разбирал какво пише.
В книгата има над 170 000 отделни знака, обикновено отделени един от друг с малки промеждутъци. Повечето от знаците са изписани с едно или две прости движения на перото. Целият текст на ръкописа е съставен с азбука от 20 – 30 букви. Изключение правят няколко десетки особени знака, които се появяват в книгата по един-два пъти.
По-големи разстояния между знаците разделят текста на около 35 000 „думи“ с различна дължина. Изглежда, че те се подчиняват на някакви правописни или фонетични правила. Някои знаци трябва да се появяват във всяка дума (както гласните), някои никога не са след други, някои могат да бъдат удвоени, а други не.
Статистически анализ на текста е показал структура, характерна за естествените езици. Например, повторяемостта на думите съответстват на закона на Зипф, а словесната ентропия (ок. 10 бита на дума) е подобна на тази при английските или латински текстове.
Някои думи се появяват единствено в отделни раздели на книгата или само на няколко страници, други се повтарят из целия текст. Сред стотиците надписи към илюстрациите има много малко повторения. В „Ботаническия“ раздел всяка първа дума на всяка страница се среща единствено на тази страница и вероятно е име на растение.
От друга страна, езикът на ръкописа на Войнич е много различен от съществуващите европейски езици. Например, в книгата почти няма думи, по-дълги от десет „букви“ и почти няма едно- и двубуквени думи. Вътре в думата буквите са разпределени също по своеобразен начин: някои знаци се появяват само в началото на думата, други само в края, а някои винаги в средата – подреждане, присъщо за арабската, но не и за латинската и гръцката азбука или кирилицата.
В текста се срещат повече повторения в сравнение с типичните европейски езици. Има случаи, когато една и съща дума се повтаря три пъти подред. Думи, различаващи се само с една буква, също се срещат необичайно често. Целият „речник“ на ръкописа на Войнич е по-беден, отколкото би трябвало, от статистическа гледна точка.

## История
Тъй като азбуката на ръкописа няма визуално сходство с нито една известна система за писане и текстът не е разшифрован, единствената подсказка за определяне на възрастта на книгата и нейния произход са илюстрациите. По-точно дрехите и вида на нарисуваните жени, а също така и вида на някои от диаграмите. Всички тези детайли са характерни за Европа, и книгата датира между 1450 и 1520 година. Това се потвърждава косвено и от други признаци.
В научнопопулярния филм „Шифърът на Войнич“, излъчен по Viasat History, времето на създаване на книгата е определено с въглероден анализ на около 1420 година. Единствената разпознаваема рисунка в текста е стена с бойници и кула зад нея. Към 1420 година подобни бойници са съществували само в Северна Италия, макар по-късно те да се разпространяват из цяла Западна Европа, което дава основание да се заключи, че книгата е писана в Северна Италия.
Първият точно определен притежател на книгата е бил Георг Бареш (Georg Baresch), алхимик живял в Прага в началото на 17 век. Бареш изглежда също бил озадачен от тайната книга в неговата библиотека. Узнавайки, че Атанасиус Кирхер (Athanasius Kircher), известен йезуит, учен от Римската колегия (Collegio Romano), е публикувал коптски речник и разшифровал (така се считало) египетските йероглифи, той копирал част от ръкописа и изпратил образеца в дома на Кирхер в Рим (два пъти), молейки за помощ при разшифроването му. Писмото на Бареш от 1639 г. до Кирхер е намерено в наши дни от Рене Зандберген (Rene Zandbergen) и е най-ранното споменаване на ръкописа.
Остава неизяснено отговорил ли е Кирхер на молбата на Бареш, но е известно, че той е искал да купи книгата, но Бареш вероятно е отказал да я продаде. След смъртта на Бареш, книгата преминала в неговия приятел Йоханес Маркус Марци (Johannes Marcus Marci), ректор на Пражкия университет. Марци вероятно я е пратил на Кирхер, негов стар приятел. Неговото съпровождащо писмо от 19 август 1666 г. (възможно е и 1665 г.) е прикрепено към ръкописа. Между другото, в писмото се утвърждава, че книгата първоначално е купил за 600 дуката Рудолф II, който я е считал за работа на Роджър Бейкън.
Следващите 200 години от съдбата на ръкописа са неизвестни, но най-вероятно тя е съхранявана с останалите преписки на Кирхер в библиотеката на Римската колегия (сегашния Григориански университет). Книгата вероятно е останала там, докато войските на италианския крал Виктор Емануил II превзели града през 1870 г. и присъединили папската държава към Италия. Новите италиански власти конфискуват от Римокатолическата църква много имущество, в това число и библиотеката. Съгласно изследванията на Хавиер Чекалди (Xavier Ceccaldi) и други, преди това обаче много книги от университетската библиотека били спешно пренесени в библиотеките на факултетите му, чието имущество не конфискували. Преписките на Кирхер били сред тези книги, както очевидно и ръкописа на Войнич е бил, тъй като книгата носи на себе си надпис от Петрус Бекс (Petrus Beckx), който в това време е глава на йезуитския орден и ректор на университета.
Библиотеката на Бекс била пренесена във вила Мондрагон във Фраскати (villa Borghese di Mondragone a Frascati) – голям дворец близо до Рим, придобит от йезуитите през 1866 г.
През 1912 година Римската колегия се нуждаела от средства и решила в най-строга тайна да продаде част от своята собственост. Уилфрид Войнич придобива 30 ръкописа, сред които и този, носещ сега неговото име. През 1930 година, след смъртта на Войнич, неговата вдовица Етел Лилиан Войнич продава книгата на друг книготърговец Ханс Краус (Hanse P. Kraus). Не намирайки купувач, през 1969 година Краус подарява ръкописа на Йейлския университет.

## Догадки за авторството
Има много личности, за които се подозира, че биха могли да бъдат автори на ръкописа на Войнич. По-долу ще изброим някои от най-вероятните.

### Роджър Бейкън
Съпровождащото писмо на Марци до Кирхер от 1665 г. / или 1666 г. гласи, че съгласно думите на починалия му приятел Рафаел Мнишовски (Raphael Mnishovsky), книгата в онова време е била придобита от император Рудолф II (1552 – 1612) за 600 дуката (няколкостотин хиляди долара съвременна стойност). Съгласно това писмо, Рудолф (или може би Рафаел) считал, че автор на книгата е знаменитият и многостранно надарен францискански монах Роджър Бейкън (1214 – 1294).
Въпреки че Марци е писал, че се „въздържа от преценка“ (suspending his judgement) относно заявлението на Рудолф II, то било прието достатъчно сериозно от Войнич, който се съгласил с него. Неговата убеденост в това повлиява силно на повечето опити за дешифриране през следващите 80 години. Все пак изследователите, които са се занимавали с ръкописа на Войнич и са запознати с работите на Роджър Бейкън отричат тази възможност. Следва да се отбележи, че Рафаел Мнишовски умира през 1644 г. (21 години преди писмото на Марци), а самата сделка би трябвало да е осъществена преди абдикацията на Рудолф II през 1611 г. (най-малко 55 години преди писмото).

### Джон Дий
Предположението за това, че Роджър Бейкън е автор на книгата, довело Войнич до извода, че единствения човек, който е могъл да продаде ръкописа на Рудолф е Джон Дий, математик и астролог в двора на Кралица Елизабет I (Elizabeth I), известна също така с това, че е имала голяма библиотека с ръкописи на Роджър Бейкън. Джон Дий и неговият scrier (помощник-медиум, използващ за извикване на духове кристална топка или друг отразяващ предмет) Едуард Кели са свързани с Рудолф II с това, че те няколко години живели в Чехия, надявайки се да продадат услугите си на императора. Обаче Джон Дий води старателно дневници и не споменава за продажбата на ръкописа и затова сделката изглежда малко вероятна. Така или иначе, ако авторът на ръкописа не е Роджър Бейкън, то и възможна връзка на историята на ръкописа с Джон Дий е съмнителна. От друга страна, самият Ди е могъл да напише книгата и да разпространи слух за това, че е работа на Бейкън, с надеждата да я продаде.

### Едуард Кели
Компаньон на Джон Дий в Прага, Едуард Кели бил самоук алхимик, твърдящ в техните среди, че може да превърне мед в злато с помощта на таен прах, намерен в епископски гроб в Уелс. Едуард Кели също така твърдял, че може да вика ангели с помощта на магически кристал и да има продължителни разговори с тях, което Джон Дий грижливо отбелязвал в дневника си. Езикът на ангелите бил наречен енохов, от името Енох, библейски баща на Метусаил, който, съгласно легендата бил взет на пътешествие в рая и после написал книга за това, което видял там. Няколко души предполагат, че както Кели е могъл да измисли еноховия език, за да измами Джон Дий, така е могъл да изфабрикува и ръкописа, за да измъкне пари от императора (който плащал на Кели за неговите мними алхимически умения). Но несъмнено, както и в случая с Ди, ако Роджър Бейкън не е автор на ръкописа, връзката на Кели с тази книга също е съмнителна.

### Уилфрид Войнич
Много изследователи подозират и самия Войнич в това, че той само е изфабрикувал ръкописа. Като търговец на стари книги, той е можел да притежава необходимите знания и умения, „загубена книга“ на Роджър Бейкън би могла да има висока стойност. Обаче, последните изследвания на писмото на Бареш до Кирхер позволяват да се отхвърли тази хипотеза.

### Якоб Хорчицки
Фотостатическата репродукция на първата страница на ръкописа, направена от Войнич в периода от време до 1921 година, демонстрира няколко размити петна – изтрити надписи или подписи. С помощта на химията текстът може да бъде прочетен като „Jacobj'a Tepenece“. Това може да бъде Якоб Хорчицки (Jakub Horcicky of Tepenec), на латински – Якобус Синапиус (Jacobus Sinapius) – специалист по билкова медицина, който бил личен доктор на Рудолф II и надзираващ неговата ботаническа градина. Войнич и много други изследователи заключват, че Якоб Хорчицки е бил притежател на ръкописа преди Бреш, и някои виждат в това потвърждение на историята на Рафаел Мнишовски (виж по-горе). Други смятат, че Якоб Хорчицки сам е могъл да бъде авторът.
Обаче, надписа не съответства на подписа на Якоб Хорчицки, който бил намерен в документи открити от Ян Хурич (Jan Hurich). Така че, все още е възможно надписът на страница „f1r“ да е бил добавен от по-късен притежател или библиотекар, и е единствено лично предположение за автор на книгата.
Интересно е също така, че в йезуитските исторически книги, които са били достъпни за Атанасиус Кирхер, Хорчицки е представен като човек с йезуитско образование, който бил единствен алхимик и доктор в двора на Рудолф II, имащ пълен достъп до библиотеката, докато например Тихо Брахе (Tycho Brahe) едва се е споменавал в тях. Още повече, че реагентите използвани от Войнич, така са повредили пергамента, че следите на подписа сега са едва видими. Така погледнато, това е още един предизвикващ подозрение факт в полза на теорията за това, че подписът е бил изфабрикуван от Войнич за усилване на теорията за авторството на Роджър Бейкън.

### Йоханес Маркус Марци
Йоханес Маркус Марци се срещнал с Кирхер, когато той възглавил делегацията на Пражкия университет в Рим през 1638 година. След това в течение на 27 години те обменяли писма на различни научни теми. Пътуванята на Марци били част от неговата продължителна борба на страната на светската школа на университета в поддръжка на неговата независимост от йезуитите, които управлявали съперничещия Колеж Св. Клементина в Прага (Clementinum college in Prague). Независимо от тези усилия, двата университета се обединяват през 1654 година под йезуитски контрол. Благодарение на това се появили мнения, че политическата вражда с йезуитите е заставила Марци да подправи писмото на Георг Бареш и по-късно ръкописа на Войнич в опит да разобличи и дискредитира тяхната звезда Кирхер.
Личността и знанията на Марци били адекватни за тази задача, а Кирхер, този „доктор Всезнайко“, който, както днес е известно се е „прославил“ с очевидни грешки, а не с гениални дела, бил лека цел. Действително, писмото на Бареш има определено сходство с шегата, която изтоковеда Андреас Мюлер веднъж изиграл на Атанасиус Кирхер. Мюлер изфабрикувал безсмислен ръкопис и го изпратил на Кирхер със забележка, че ръкописът му попаднал от Египет. Той помолил Кирхер за превод на текста и има сведения, че Кирхер му го е предоставил незабавно.
Интересно е да отбележим, че единствените потвърждения за съществуването на Георг Бареш са тези три писма изпратени на Кирхер: едно изпратил сам Бареш през 1639, а двете други Марци около година след това. Също така е любопитно, че преписката между Марци и Атанасиус Кирхер приключва през 1665 година, именно със „съпровождащото писмо“ на ръкописа на Войнич. Все пак тайната неприязън на Марци към йезуитите е само хипотеза: правоверен католик, той сам учил за йезуит и недълго преди смъртта си през 1667 година е удостоен с почетно членство в техния орден.

### Рафаел Мнишовски
Приятелят на Марци, Рафаел Мнишовски, който е предполагаем източник на историята за Роджър Бейкън, сам е бил криптограф (сред многото му други занимания) и през около 1618 година вероятно е изобретил шифър, който считал за неразбиваем. Това довело до появата на теория за това, той е автор на ръкописа на Войнич, който му е потрябвал за практическа демонстрация на горепосочения шифър и само използвал Бареш като „опитно зайче“. След това, когато Кирхер публикувал своята книга за разшифровката на коптския език, според тази теория Рафаел Мнишовски решил, че да докара до объркване с хитроумния шифър Атанасиус Кирхер би било много по-голям трофей, отколкото да вкара в задънен тунел Бареш. За това, той е могъл да убеди Георг Бареш да поиска помощ от йезуитите, тоест от Кирхер. За да мотивира Бареш да направи това, Рафаел Мнишовски е могъл да измисли историята за тайнствената зашифрована книга на Роджър Бейкън. Действително, съмненията в историята на Рафаел в съпровождащото ръкописа на Войнич писмо са могли да означават, че Йохан Маркус Марци е заподозрял лъжа. В крайна сметка няма явни доказателства и за тази теория.

### Антъни Ейшъм
Доктор Леонел Стронг (Dr. Leonell Strong), изследовател на рака и криптограф любител, също се опитвал да разшифрова ръкописа. Стронг считал, че разгадаването на ръкописа се заключава в „особена двойна система на аритметична прогресия на многобройни азбуки“. Стронг утвърждавал, че съгласно разшифрования от него текст, ръкописът е написан от английския автор от 16 век Антъни Ейшъм (Anthony Ascham), чиито работи включват книгата „A Little Herbal“, публикувана през 1550 година. Дори и ръкописа на Войнич да съдържа раздели приличащи на „A Little Herbal“, основния аргумент против тази теория е, че не е известо къде автора на „A Little Herbal“ е могъл да придобие такива литературни и криптографски знания.

### Няколко автори
Прескът Къриър (Prescott Currier), криптоаналитик на Военноморските сили на САЩ, който работил с ръкописа през седемдесетте години, открил, че страниците в „ботаническия“ раздел могат да бъдат разделени на два типа, А и Б, с характерни статистически свойства и очевидно различни почерци. Той заключил, че ръкописът може да бъде работа на двама или няколко автори, които използвали различни диалекти или ортографически традиции, но които споделяли една и съща система на писане. Обаче, последните изследвания поставят под съмнение тези изводи. Експерт по почерка, който изследвал ръкописа, открил само една ръка в цялата книга. Също така, след внимателно разглеждане на всички раздели, може да се види постепенен преход между А и Б. Затова наблюденията на Прескът могат да бъдат резултат от това, че времето на написване на „ботаническия“ раздел е разделено в два достатъчно дълги периода.

## Теории за предназначението и съдържанието
Общото впечатление, което създават оставащите страници на ръкописа позволяват да се предположи, че той е бил предназначен да служи за фармакопея или като книга, развиваща общи теми от средновековната или дори по-ранна медицина. Несъмнено обаче, невероятните детайли в илюстрациите подхранват множество теории за произхода на книгата, съдържащият се в нея текст и целите за които е била написана. Следват няколко такива теории:

### Хербарии
С голяма степен на увереност можем да кажем, че първата част на книгата е посветена на растения, но опитите да бъдат съпоставени с реални образци или със стилизирани рисунки на растения от същото време, като цяло се провалят. Само две от растенията могат да бъдат определени достатъчно точно. Тези рисунки от „ботаническия раздел“, които съответстват на скици от „фармацевтичния“ правят впечатление на техни точни копия, но с отсъстващи части, които са допълнени с неправдоподобни детайли. Действително, много растения изглеждат като съставни: корени от един екземпляр са свързани с листа от друг и с цветове от трети.
През 2013 година Артър Такър и Рексфорд Талберт достигат до извода, че ръкописът представлява ацтекски травник на растения от Тексас, Калифорния и Никарагуа. Названията на растенията са записани на ацтекски език, но основният текст остава неразшифрован.

### Слънчогледи
Брумбах (Brumbaugh) считал, че една от илюстрациите изобразява слънчоглед от Новия Свят. Ако това е така, то би могло да помогне да се определи времето на написване на ръкописа и да разкрие интригуващи обстоятелства за произхода му. Обаче, сходството е доста незначително, особено ако сравним рисунката с истински диви образци на вида, и тъй като мащабът ѝ не е определен, то изобразеното растение може да бъде друг член на същото семейство, което включва още много сходни видове срещащи се из цял свят.

### Алхимия
Водоемите и каналите в „биологическия“ раздел могат да означават връзка с алхимията, което би имало значение, ако книгата съдържа инструкции по приготвянето на медицински еликсири и смеси. Обаче, за алхимическите книги от това време е бил характерен символен език, където процесите, материалите и компонентите са изобразявани във вид на особени рисунки (орел, жаба, човек в могила, двойка в легло и т. н.) или стандартни текстови символи (кръг с кръст и т. н.). Нито един от тях не може да бъде убедително идентифициран в ръкописа на Войнич.

### Алхимически хербарий
Серджо Торезела, експерт по древна ботаника, отбелязва, че ръкописът може да бъде алхимически хербарий, който всъщност няма нищо общо с алхимията, а е фалшива книга на растения с измислени картинки, които лекар-шарлатан е могъл да носи със себе си, за да прави впечатление на клиентите си. Вероятно е имало неголяма фабрика за производство на такива книги някъде в Северна Италия, точно по време на предполагаемото написване на ръкописа. Обаче, такива книги се отличават значително от ръкописа на Войнич по стил и формат и освен това всички те били написани на обичаен език.

### Астрологическа ботаника
Астрологическите изследвания често играли забележителна роля при събирането на билки, кръвопусканията и други медицински процедури, които се провеждали в благоприятни числа, записани в астрологическите книги (например книгата на Николас Кулпепер (Nicholas Culpeper)). Обаче с изключение на обичайните зодиакални знаци и една диаграма, вероятно изобразяваща класическите планети, никой не е успял да интерпретира илюстрациите в рамките на класическите астрологически традиции (европейски или други).

### Микроскопи и телескопи
Кръгов чертеж в „астрономическия“ раздел изобразява обект с неправилна форма с четири огънати сектора, които някои интерпретират като изображение на галактика, което може да бъде получено единствено с помощта на телескоп. Друго изображение е било интерпретирано като клетка на жив организъм, наблюдавана през микроскоп. Това позволява да се предположи, че времето на произход на ръкописа не е Средновековието, а по-късен период. Обаче, сходството е доста съмнително, тъй като при по-близък оглед, централната част на „галактиката“ повече прилича на басейн.

### Гинекологичен наръчник за лечение на жени
Според Джерард Чешър от Бристолския университет ръкописът представя къпането, медицинските растения, вулканичните изригвания, астрологията и други теми, свързани с лечебни практики през Средновековието. Текстовете в него най-вероятно са написани на иврит, смесени други езици и латински наименования, като думите са разместени.

## Теории за езика на ръкописа
Множество теории били създадени по повод използвания в ръкописа език. Следват няколко от тях:

### Буквен шифър
Съгласно тази теория, ръкописът на Войнич съдържа смислен текст на някой от европейските езици, който е умишлено приведен в нечитаем вид, превръщайки обичайните му букви в тези използвани в ръкописа с помощта на някакъв код: алгоритъм, който оперира с отделни букви.
Това било работна хипотеза за повечето от опитите за разшифроване през 20 век, в това число и за неофициалната група криптоаналитици на Агенцията за национална сигурност на САЩ (National Security Agency, NSA) под ръководството на Уилям Фридман (William F. Friedman) в началото на петдесетте години. Простите шифри основани на замяна на символите, могат да бъдат изключени, тъй като те са много лесни за разшифроване. Затова усилията на дешифровчиците били насочени към полиазбучните шифри, изобретени от Леон Алберти през 1460 г. Този клас включва известния шифър на Виженер (Vigenere cipher), който може да бъде усилен с използването на „празни“ и/или аналогични символи, разместване на букви, лъжливи прекъсвания на думите и т. н. Някои изследователи предполагат, че гласните букви са били премахнати преди кодирането. Имало е няколко заявления за дешифровка на основание на тези предположения, но те не получили широко признание. На първо място затова, че предложените алгоритми за разшифроване били основани на толкова догадки, че с тяхна помощ можело да се извлече осмислена информация от всяка случайна последователност от символи.
Основния аргумент в полза на тази теория се заключава в това, че използването на странни символи от европейски автор едва ли може да се обясни иначе, освен като опит да се скрие информация. Действително, Роджър Бейкън е разбирал от шифри, а вероятният период на създаване на ръкописа съвпада с раждането на криптографията като систематизирана наука. В противоречие с тази теория влиза наблюдението за това, че използването на полиазбучен шифър трябва да унищожи „естествените“ статистически свойства, които се наблюдават в текста на ръкописа на Войнич, като например закона на Ципф. Също така, дори и полиазбучния шифър да е бил измислен около 1467 година, неговите разновидности станали популярни едва през 16 век, което е известно време след предполагаемото време на написване на ръкописа.

### Шифровъчна книга
Съгласно тази теория, думите в текста на ръкописа в действителност са кодове, които се разшифроват в специален речник или шифровъчна книга. Основният довод в полза на тази теория е това, че вътрешната структура и разпределение на дължината на думите са сходни с използваните в римските цифри, които биха били естествен избор за тази цел по това време. Обаче, кодиране, основано на шифровъчна книга е удоволетворително само при писане на кратки съобщения, тъй като то е много обременително за писане и четене.

### Визуален шифър
Джеймс Фин (James Finn) предполага в своята книга „Надежда на Пандора“ (Pandora’s Hope) (2004), че ръкописът на Войнич всъщност е визуално закодиран текст на иврит. След като буквите от ръкописа бъдат правилно транскрибирани на „Европейската азбука на Войнич“ (ЕАВ, или EVA на английски), много думи в ръкописа могат да бъдат представени като думи на иврит, които се появяват с различни изкривявания, за да въведат в заблуда читателя. Например думата „AIN“ от ръкописа е думата „око“ на иврит, което се повтаря като изкривена версия във вида „aiin“ или „aiiin“, за да направи впечатление за няколко различни думи, дори всъщност да е една и съща. Предполага се, че има възможност за използването и на други методи на визуално кодиране. Основният аргумент в полза на тази теория е, че тя може да обясни неуспешния резултат на другите опити за декодиране, опиращи се повече на математическите методи за дешифровка. Основният аргумент против тази гледна точка е, че при такъв подход към природата на шифъра на ръкописа, на раменете на отделно взетия дешифровчик ляга тежкото бреме на различната интерпретация на един и същи текст, заради множеството алтернативни възможности за визуално кодиране.

### Микрография
След повторното му откриване през 1912 година, един от най-ранните опити за разкриване на тайната на ръкописа (и несъмнено първа сред преждевременните заявления за разшифроване) била направена през 1921 година от Уилям Нюболд (William Newbold), известен специалист по криптоанализ и професор по философия в университета на щата Пенсилвания (University of Pennsylvania) и също така колекционер на стари книги. Неговата теория се състои в това, че видимия текст е безсмислен, обаче всеки символ, от който се състои текста е сбор от миниатюрни чертички различими единствено при увеличение. Тези чертички вероятно формират второ ниво на прочитане на ръкописа, което и съдържа смислен текст. При това Нюболд се опира на древногръцкия способ за бързопис, използващ подобна система от условни обозначения. Нюболд утвърждава, че изхождайки от тези предпоставки е съумял да разшифрова цял параграф, който доказва авторството на Роджър Бейкън и свидетелства за неговите изпъкващи способности на учен, в частност за използването на сложен микроскоп четиристотин години преди Антони ван Льовенхук.
Обаче, веднага след смъртта на Нюболд, криптологът Джон Менли (John Manly) от Чикагския университет (University of Chicago) отбелязва сериозните недостатъци на тази теория. Всяка чертичка, съдържаща се в символите на ръкописа, допускала няколко интерпретации при разшифровка без достоверен начин да се отдели сред тях „верният“ вариант. Методът на Уилям Нюболд също така изисквал наместване на „буквите“ от ръкописа докато не се получи смислен текст на латински. Това довело до извода, че с помощта на метода на Нюболд може да се получи практически всеки желан текст от ръкописа на Войнич. Менли доказвал, че тези чертички се появили в резултат на напукването на мастилото при засъхването му на грубия пергамент. В сегашно време тази теория практически не се разглежда при разшифровките на ръкописа.

### Стеганография
Тази теория е основана на предположението, че текста в книгата в по-голямата си част е безсмислен, но съдържа информация скрита в незабележими данни, например, втората буква на всяка дума, количеството букви във всеки ред и т.н. Техниката на кодиране, наричана стеганография е много стара и е била описана още от Йоханес Тритемиус (Johannes Trithemius) през 1499. Някои изследователи предполагат, че обичайния текст е бил прекаран през нещо от рода на решетката на Кардано. Тази теория е сложно да бъде опровергана или потвърдена, тъй като стеготекст е трудно да бъде разгадан без наличие на някакви подсказки. Аргумент срещу тази теория може да бъде, че наличието на текст на непонятна азбука влиза в противоречие с предназначението на стеганографията – скриване на самото съществуване на каквото и да е скрито послание.
Някои изследователи предполагат, че смисленият текст може да бъде закодиран в дължината или формата на определени черти на изписването. Действително съществуват примери за стеганография от това време, които използват изписването на буквите (курсивно или право изписване), за да се скрие информация. Обаче след изследване на текста на ръкописа при голямо увеличение, следите на перото изглеждат достатъчно естествени и в значителна степен различието в изписването на буквите се дължи на неравната повърхност на пергамента.

### Екзотичен естествен език
Лингвистът Жак Ги (Jacques Guy) предположил, че текстът от ръкописа на Войнич може да е написан на някой от екзотичните естествени езици, с помощта на измислена азбука. Структурата на думите действително е сходна със срещащата се в много езикови семейства от Източна и Централна Азия, на първо място китайско-тибетските езици (като китайски, тибетски, бирмански), австро-азиатските езици (виетнамски, кхмерски) и, вероятно тайски (тайски, лаоски и др.). В много от тези езици „думите“ (най-малките езикови единици с определено значение) имат само една сричка, а сричките имат достатъчно богата структура, включваща тонални съставки (основаващи се на повишаване и понижаване на тона за смислови разлики).
Тази теория има някакво историческо правдоподобие. Споменатите езици имат или са имали собствена, неазбучна писменост и техните системи на писане са били трудни за разбиране от европейците. Това е дало тласък към появата на няколко фонетични системи на писане на основа на латиницата, но понякога се измисляли и оригинални азбуки. Въпреки че известните образци от подобни азбуки са значително по-млади от ръкописа на Войнич, историческите документи говорят за множество изследователи и мисионери, които са могли да създадат подобна система за писане, дори преди пътешествията на Марко Поло през 13 век и особено след откриването на морския път към източните страни от Вашко да Гама през 1499 година. Авторът на ръкописа също така е можел да бъде по произход от Източна Азия, но живеещ в Европа или получил образование в европейска мисия.
Основен аргумент в полза на тази теория е, че тя се съгласува с всички статистически свойства на текста от ръкописа на Войнич, които са били открити, включвайки удвоени и утроени думи (които се срещат в китайски и виетнамски текстове приблизително с такава честота като в ръкописа). Тя обяснява също така привидната липса на цифри и отсъствието на синтактическите черти, присъщи на западноевропейските езици (като определителен член и помощен глагол) и общата тайнственост на илюстрациите. Друга възможна подсказка за изследователите са два големи червени символа на първата страница, в които приличат на обърнато и лошо копирано заглавие в книги китайски стил. Също така, вероятно даденото в ръкописа деление на годината на 360 дни (вместо 365), обединени в групи по 15 дни и началото на годината със знака риби е свойствено за китайския селскостопански календар. Основен аргумент против тази теория е това, че в действителност никой (включително Пекинската академия на науките) не са успели да намерят в илюстрациите от ръкописа на Войнич надеждно отражение на източни символи или източни науки.
В края на 2003 година Збигнев Банасик (Zbigniew Banasik) от Полша предполага, че незашифрованият текст на ръкописа е на манджурски език и представил незавършен превод на първата страница от ръкописа. Външни препратки към този превод:
- www.dcc.unicamp.br Архив на оригинала от 2006-01-04 в Wayback Machine.
- www.voynich.net
- www.voynich.net

### Многоезичен текст
В книгата „Solution of the Voynich Manuscript: A liturgical Manual for the Endura Rite of the Cathari Heresy, the Cult of Isis“ („Разгадаване на ръкописа на Войнич: литургически справочник за ритуала на Ендура на катарската ерес, култа към Изида“) от 1987 година, Лео Левитов (Leo Levitov) заявява, че текстът на ръкописа е проста транскрипция на „устен език на полиглота“. Така той нарекъл „книжовният език, който ще бъде понятен за хора неразбиращи латински и тези които ще могат да прочетат какво е написано на този език“. Той предлага частична разшифровка под формата на смес от средновековен фламандски с множество заимствания от старофренски и стари горнонемски думи.
Съгласно теорията на Левитов, ритуалът Ендура бил не друго, а правено с нечия помощ самоубийство, свързан с вярата на катарини (въпреки че съществуването на този ритуал се поставя под съмнение). Той изяснява, че измислените растения на илюстрациите в ръкописа в действителност не са предназначени да изобразят представители на флората, а били тайни символи от религията на катарите. Жените в басейните заедно с причудливата система канали изобразявали самия ритуал на самоубийство, който, според него, е свързан с кръвопускане – прерязване на вени с последващо изтичане на кръвта във вана. Съзвездията, нямащи астрономически аналози, изобразявали звезди от плаща на Изида.
Теорията е съмнителна в няколко плоскости. Едно от противоречията е, че вярата на катарите, според разпространеното схващане, е християнски гностицизъм и по никакъв начин не е свързан с Изида. Другото е, че книгата се отнася към 12 или 13 век, което е значително по-отдавна, даже и отколкото при привържениците на теорията за авторство на Роджър Бейкън. Левитов не представя доказателства за правдивостта на своите разсъждения освен своя превод.

### Изкуствен език
Своеобразната вътрешна структура на „думите“ в ръкописа на Войнич довели Уилям Фридман (William F. Friedman) и Джон Тилтман (John Tiltman), независимо един от друг, до извода, че незашифрованият текст може да е написан на изкуствен език, в частност на особен „философски език“. В езици от такъв тип, речникът е организиран съгласно система от категории, така че общото значение на думите може да бъде определено с помощта на анализ на последователността на буквите. Например, в съвременния синтетичен език Ро (Ro), коренът (представката, префикса) „bofo-“ е категорията „цвят“, и всяка дума започваща с „bofo-“ е име на цвят, например червено е „bofoc“, а жълт „bofof“. Много приблизително това може да се сравни със системата на книжна класификация, използвана от много библиотеки (поне на Запад), например буквата „Р“ може да отговаря за раздел езици и литература, „РА“ за гръцки и латински раздел, „РС“ за романски езици и т. н.
Тази концепция е достатъчно стара, както свидетелства книгата „Философски език“ от 1668 година на учения Джон Уилкинс (John Wilkins). В повечето известни примери за такива езици, категориите също се подразделят с помощта на добавяне на наставки (суфикс), следователно, конкретния предмет може да има множество свързани с него думи с повтарящ се префикс. Например всички имена на растения започват с едни и същи букви или срички, също така и болести и т.н. Това свойство може да обясни монотонноста на текста на ръкописа. Обаче, никой не е бил в състояние достатъчно убедително да обясни значението на един или друг суфикс или префикс в текста на ръкописа и още повече всички образци за философски езици се отнасят към значително по-късен период – 17 век.

### Мистификация
Причудливите свойства на текста на ръкописа на Войнич (като удвоени и утроени думи) и подозрителното съдържание на илюстрациите (фантастични растения например) довели множество хора до заключението, че ръкописът в действителност може да бъде мистификация.
През 2003 година Гордън Ръг (Gordon Rugg), професор в Килския университет (Англия) показва, че текстове с характеристики, идентични с тези на ръкописа на Войнич, могат да бъдат създадени с използване на таблици от три колонки: със суфиксите на думите, префиксите и корените, които се наставят и комбинират посредством налагане върху тази таблица на няколко карти с изрязани прозорчета за всяка съставна част на „думата“. За получаването на кратки думи и за разнообразие на текста могат да се използват карти с по-малко количество прозорчета. Подобно приспособление, наричано решетка на Кардано, било изобретено като инструмент за кодиране през 1550 година от италианския математик Джироламо Кардано (Girolamo Cardano) и било предназначено за скриване на тайни послания вътре в друг текст. Обаче текстовете, създадени в резултат на експериментите на Ръг, нямат такива думи и такава честота на повторяемост, каквито се наблюдават в ръкописа. Сходството на текста на Ръг с текста в ръкописа е по-скоро визуално, а не количествено. По аналогичен начин може да се „докаже“, че английския (или който и да е друг) език не съществуват, създавайки случайни безсмислици, които да приличат на английски, така както текстът на Ръг прилича на ръкописа на Войнич. Така че този експеримент не е убедителен.

## Влияние върху популярната култура
Има няколко примера за това, че ръкописа на Войнич е повлиял, дори косвено, на някои образци в на масовата култура.
- В творчеството на Хауърд Лъвкрафт е книгата „Некрономикон“. Независимо от това, че Лъвкрафт вероятно не е знаел за съществуването на ръкописа на Войнич, Колин Уилсън (Colin Wilson) публикува през 1969 година разказа „Възвръщането на Лоигор“, където персонажът открива, че ръкописът на Войнич е незавършения „Некрономикон“.
- Codex Seraphinianus – съвременно произведение на изкуството, създадено в стил на ръкописа на Войнич.
- Съвременния композитор Ханспетер Кибурз (Hanspeter Kyburz) написва неголямо музикално произведение основано на ръкописа на Войнич, прочитайки част от него като музикална партитура.
- Рисунки и шрифт, напомнящ на ръкописа на Войнич, може да се видят във филма „Индиана Джоунс и последния кръстоносен поход“ („Indiana Jones and the Last Crusade“).
- Сюжетът на „Il Romanzo Di Nostradamus“ от Валерио Еванджелисти (Valerio Evangelisti) представя ръкописа на Войнич като съчинение на адепти на черната магия, с които известния френски астролог Нострадамус се е борил цял живот.
- В компютърната игра в стил „куест“ „Строшения меч 3: Спящия дракон“ („Broken Sword III: The Sleeping Dragon“) от „DreamCatcher“ текстът на ръкописа на Войнич е разшифрован от хакер, който затова е убит от неотамплиери, защото ръкописът е съдържал информация за места и земи, които използват „геомантическа енергия“.

## Книги
- M. E. D'Imperio, The Voynich Manuscript: An Elegant Enigma. National Security Agency/Central Security Service (1978) ISBN 0-89412-038-7.
- Robert S. Brumbaugh, The Most Mysterious Manuscript: The Voynich 'Roger Bacon' Cipher Manuscript (1978).
- John Stojko, Letters to God's Eye (1978) ISBN 0-533-04181-3.
- Leo Levitov, Solution of the Voynich Manuscript: A liturgical Manual for the Endura Rite of the Cathari Heresy, the Cult of Isis (1987).
- Mario M. Pérez-Ruiz, El Manuscrito Voynich (2003) ISBN 84-7556-216-7.
- Джери Кенеди, Роб Чърчил, Ръкописът на Войнич, изд. Хермес, София (2009), ISBN 978-954-26-0728-1; Genny Kennedy, Rob Churchill, Voynich Manuscript (2004) ISBN 0-7528-5996-X.
- James E. Finn, Pandora's Hope: Humanity's Call to Adventure: A Short and To-the-Point Essential Guide to the End of the World (2004) ISBN 1-4137-3261-5.

### На български език
- „Ръкописът на Войнич“, лекция на д-р Татяна Станчева, публикувана в сп. „Палитра“
- „Пергаментът, който измъчи криптографите“ Архив на оригинала от 2007-09-28 в Wayback Machine., статия на Павел Маринов във в. „Труд“

### На руски език
- ((ru)) „Най-загадъчната книга в света“ – голяма статия с качествени илюстрации.
- ((ru)) „Ръкописът на Войнич“ Архив на оригинала от 2015-12-25 в Wayback Machine. – обзорна статия с илюстрации от библиотеката на йейлския университет
- ((ru)) Габриел Ландини. Превод на статията „Потвърждение на езиковия строеж на „Ръкописа на Войнич“ с помощта на спектрален анализ на текста“ Архив на оригинала от 2006-01-01 в Wayback Machine.. Някои статистически характеристики на текста на ръкописа. (Preprint: Landini G. Evidence of linguistic structure in the Voynich Manuscript using spectral analisis. Cryptologia 25 (4): 275 – 295, October 2001.)
- ((ru)) Статия от списание „Компьютерра“ за ръкописа на Войнич Архив на оригинала от 2009-12-01 в Wayback Machine..

### На английски език
- ((en)) Сканирани копия на страници от ръкописа Архив на оригинала от 2005-12-28 в Wayback Machine. Библиотека Бейникен за редки книги и ръкописи на Йейлския университет.
- ((en)) Сайт на Мейлинг-списък „Ръкопис на Войнович“ Списък препратки по ръкописа на Войнич.
- ((en)) Сканирани страници от ръкописа Архив на оригинала от 2005-11-03 в Wayback Machine.
- ((en)) Страница на meta-religion.com
- ((en)) Категория в Open Directory Project
- ((en)) Статия в Scientific American
- ((en)) Лекция на Терънс Маккена Архив на оригинала от 2005-12-26 в Wayback Machine. (MP3 41:54mins)
- ((en)) Изследване на Джон Баез
- ((en)) Бързо въведение в Ръкописа на Войнович
- ((en)) Библиография на работи свързани с ръкописа
- ((en)) Възможно решение на проблема Архив на оригинала от 2005-03-12 в Wayback Machine.
- ((en)) Общо описание и рисунки от ръкописа
- ((en)) Сайт за анализ на ръкописа на Войнич на д-р Владимир Сазонов
- ((en)) Връзка между ръкописа и Некрономикон Архив на оригинала от 2011-02-13 в Wayback Machine.
- ((en)) Списък на собствениците на ръкописа Архив на оригинала от 2019-01-28 в Wayback Machine.
- ((en)) Обяснение на езиковата и писмената система на MS408 (Войнич) от Герард Чешър

|  | Тази страница частично или изцяло представлява превод на страницата „Рукопись Войнича“ и страницата Voynich manuscript в Уикипедия на руски и английски език. Оригиналните текстове, както и този превод, са защитени от Лиценза „Криейтив Комънс – Признание – Споделяне на споделеното“, а за творби, създадени преди юни 2009 година – от Лиценза за свободна документация на ГНУ. Прегледайте историята на редакциите на оригиналните страници тук и тук, за да видите списъка на техните съавтори. ВАЖНО: Този шаблон се отнася единствено до авторските права върху съдържанието на статията. Добавянето му не отменя изискването да се посочват конкретни източници на твърденията, които да бъдат благонадеждни. |